# Arvids Strauss
Arvids Strauss, född 1912 i Riga, död okänt år, var en lettländsk-svensk-amerikansk skulptör, målare och grafiker.
Strauss studerade skulptur vid träskulpturskolan i Riga och en kortare tid vid Riga konstakademi samt genom självstudier och kortare besök vid olika konstskolor i Polen, Tyskland, Belgien och Frankrike. Han emigrerade från Lettland till Sverige 1936 och studerade vid Kungliga konsthögskolan i Stockholm 1936–1942. Separat ställde han ut med teckningar och silhuettklipp i Stockholm 1937 och tillsammans med Sixten Nilsson ställde han ut i Karlstad 1946 samt med Rudolf Kronbergs i Falun 1947. Under sin tid i Sverige medverkade han i utställningen Estnisk och lettisk konst som visades på Liljevalchs konsthall 1946 och Kulla konst i Höganäs 1947. Han utvandrade till USA 1950. Bland hans skulpturer märks bysten av skådespelaren Gerd Hagman och en större kristusbild i trä. Bland hans offentliga arbeten märks skulpturen Christ of the Loop som är placerad vid St. Peters Church i Chicago. Förutom skulpturer arbetade han med silhuettklippning och oljemålning med motiv med aktstudier, fjällbilder och bohuslänska fiskelägen.